# Davor Bubanja
Davor Bubanja, slovenski nogometaš, * 26. september 1987, Kranj.
Bubanja je nekdanji slovenski profesionalni nogometaš, ki je igral na položaju napadalca. V svoji karieri je igral za slovenske klube Zarica Kranj, Šenčur, Olimpija, Koper, Triglav Kranj in Sava Kranj, krajši čas pa tudi za avstrijski SV Spittal. Skupno je v prvi slovenski ligi odigral 97 tekem in dosegel 15 golov.